# Arnold Kisoka
Arnold Kisoka (4 de setembro de 2000) é um judoca congolês. Competiu nos Jogos Olímpicos de Verão de 2024.
Kisoka nasceu em Kinshasa, a capital da República Democrática do Congo, como o 10º de 11 filhos. Ele começou a praticar judô desde cedo e subiu pelas categorias; também frequentou o Instituto Técnico Industrial e Profissional de Bumbe e se formou em 2018 com um diploma em construção. Membro do clube de judô Ouragan em Matete, foi selecionado para a equipe nacional em 2022 e fez sua estreia internacional no torneio Dakar African Open em novembro de 2022. Mais tarde naquele mês, ele conquistou a medalha de ouro no Yaoundé African Open, tornando-se o primeiro judoca congolês a alcançar esse feito.
Em 2023, Kisoka ganhou uma medalha de prata e uma de bronze em competições African Open; ele também ficou em sétimo lugar em sua categoria de peso no Campeonato Africano de Judô e conquistou uma medalha de bronze nos Jogos da Francofonia de 2023, realizados em Kinshasa. Ele ganhou uma medalha de bronze no African Open em abril de 2024 e, ainda naquele mês, ficou em quinto lugar no Campeonato Africano.
Kisoka se qualificou para os Jogos Olímpicos de Verão de 2024 na categoria de peso de 60 kg. Ele foi escolhido como porta-bandeira do Congo e também participou do revezamento da tocha dos Jogos Olímpicos de Verão de 2024, tornando-se o primeiro congolês a fazer isso.